# Миколаївка Перша (Лозівський район)
Микола́ївка Пе́рша —  село в Україні, у Близнюківській селищній громаді Лозівського району Харківської області. Населення становить 142 осіб. До 2020 орган місцевого самоврядування — Бурбулатівська сільська рада.

## Географія
Село Миколаївка Перша знаходиться біля залізничної гілки Близнюки-Барвінкове, між станціями Бурбулатівська і Дубове (~ 3 км). Село розділяє на дві частини пересихачий струмок, один з витоків річки Опалиха. На струмку зроблено кілька загат.

## Історія
1830 - дата заснування.Засноване переселенцями з Полтавщини. У  народі раніше село називали Балки.
На території сучасного знаного у народі «Миколаївського ставку» існував невеличкий хутір, який у народі прозвали Сухозадівкою, бо знаходився далеко від села.
У період Радянської влади у Миколаївці існувала початкова школа.
12 червня 2020 року, відповідно до Розпорядження Кабінету Міністрів України № 725-р «Про визначення адміністративних центрів та затвердження територій територіальних громад Харківської області», увійшло до складу Близнюківської селищної громади.
19 липня 2020 року, в результаті адміністративно-територіальної реформи та ліквідації Близнюківського району, увійшло до складу Лозівського району Харківської області.

## Економіка
- В селі є молочно-товарна та свино-товарна ферми.